# Jane Eyre (musikal)
Jane Eyre är en amerikansk musikal från 1995, skriven av John Caird (musik och sångtexter) och Paul Gordon (drama). Musikalen är baserad på Charlotte Brontës roman med samma titel. Den hade premiär i Wichita, Kansas 1995.
Redan vid uruppförandet i Wichita, spelades flera av huvudrollerna av relativt framstående artister från New York, och eftersom musikalen mottogs väl, bestämde producenterna så småningom att ta den till Broadway, där den fick sin officiella premiär 10 december 2000.
Den har senare även satts upp i bland annat Toronto. Både Broadway- och Torontouppsättningen finns utgivna på CD.